# Еланка (Пензенская область)
Ела́нка — село в Лунинском районе Пензенской области. Входит в состав Болотниковского сельсовета.

## География
Село находится в северной части Пензенской области, на расстоянии примерно 13 км (по прямой) к юго-западу от Лунино, административного центра района.

### Часовой пояс
Село Еланка, как и вся Пензенская область, находится в часовой зоне МСК (московское время). Смещение применяемого времени относительно UTC составляет +3:00.

## Население
| 1864 | 1877 | 1897 | 1910 | 1926  | 1930  | 1959 |
| ---- | ---- | ---- | ---- | ----- | ----- | ---- |
| 418  | ↗512 | ↗643 | ↗769 | ↗1090 | ↗1490 | ↘376 |
| 1979 | 1989 | 1996 | 2002 | 2010  |       |      |
| ↘114 | ↘10  | ↗12  | ↘11  | ↘5    |       |      |

### Национальный состав
Согласно результатам переписи 2002 года, в национальной структуре населения русские составляли 91 % из 11 чел.